# Angel/Still Walking
「Angel/Still Walking」（エンジェル/スティル・ウォーキング）は、CHEMISTRY38枚目のシングル。2019年8月21日にソニー・ミュージックアソシエイテッドレコーズから発売。

## 解説
前作「もしも/夜行バス」から半年ぶりのシングル。再始動第1弾シングル「Windy/ユメノツヅキ」から4作連続での両A面シングルとなる。
期間限定生産盤CDと完全限定生産盤7インチ・アナログの2形態で発売。
期間限定生産盤には「Angel」の堂珍嘉邦ボーカル+カラオケ、川畑要ボーカル+カラオケを収録。CHEMISTRY初の試みとなっている。カップリング曲は「ガラス越しに消えた夏」のカバーを収録。

## 楽曲解説

### Angel
東海テレビ・オトナの土ドラ『それぞれの断崖』主題歌。

### ガラス越しに消えた夏
鈴木雅之のカバー。

## 収録曲
1. Angel
作詞：松尾潔／作曲・編曲：X-Change（和田昌哉・MANABOON[2]・上條頌)
東海テレビ・フジテレビ系全国ネット オトナの土ドラ『それぞれの断崖』主題歌
2. Still Walking
作詞：松尾潔／作曲：和田昌哉・豊島吉宏／編曲：Yuki "T-GROOVE" Takahashi
3. ガラス越しに消えた夏
作詞：松本一起／作曲：大沢誉志幸／編曲：川口大輔
鈴木雅之のカバー
期間限定生産盤のみの収録
4. Angel - Dohchin Vocal + Karaoke -
5. Angel - Kawabata Vocal + Karaoke -
6. Angel - Instrumental -
7. Still Walking - Instrumental -
8. ガラス越しに消えた夏 - Instrumental -